# Petasites frigidus
Petasites frigidus là một loài thực vật có hoa trong họ Cúc. Loài này được (L.) Fr. miêu tả khoa học đầu tiên năm 1845.